# Heinrich Harms (Mediziner, 1908)
Heinrich Harms (* 5. Februar 1908 in Stralsund; † 26. November 2003 ebenda) war ein deutscher Augenarzt und Hochschullehrer, der sich vor allem mit der Physiologie des Sehens, Neuroophthalmologie, Motilitätsstörungen, Mikrochirurgie, Verkehrsmedizin und Glaukomforschung befasste.

## Leben
Heinrich Harms, Spross einer Stralsunder Ärztefamilie (der Vater Hermann Harms war Augenarzt, die Mutter Elsa Harms, geborene Krey) und Neffe des 1915 gefallenen, außerplanmäßigen Tübinger Professors Clemens Harms (Erstbeschreiber der essentiellen Irisatrophie), nahm nach dem Abitur am Gymnasium Stralsund ein Studium der Medizin an den Universitäten Tübingen, wo er Mitglied der Verbindung Saxonia wurde, München, Bern, Berlin und Rostock auf, das er 1932 in Rostock abschloss, wo er im gleichen Jahr zum Dr. med. promoviert wurde. In der Folge bekleidete er Assistenzstellen an den Augenkliniken der Universität Breslau, der Universität Prag und der Albert-Ludwigs-Universität Freiburg, ab 1934 bei Walther Löhlein in Berlin, wo er, unterbrochen durch einen zweijährigen Einsatz als Truppenarzt im Kriegslazarett in Krakau, bis 1949 tätig war. Heinrich Harms habilitierte sich im Jahr 1937 mit einer Arbeit über die Entstehung der Schielschwachsichtigkeit und trat unmittelbar danach eine Stelle als Oberarzt bei Hans Karl Müller an der Rheinischen Friedrich-Wilhelms-Universität Bonn an. 1938 wurde er Privatdozent, 1943 außerplanmäßiger Professor an der Universität Berlin und 1949 an der Universität Bonn.
Im Jahr 1952 folgte Harms in der Nachfolge von Wolfgang Stock dem Ruf auf den Lehrstuhl für Augenheilkunde, verbunden mit der Leitung der Augenklinik, an die Eberhard-Karls-Universität Tübingen. Er wurde 1976 emeritiert.
Heinrich Harms führte die mikroskopische Chirurgie in die Augenheilkunde ein und befasste sich insbesondere mit sensorischen Störungen beim Schielen sowie der Ursachenforschung beim grünen Star. Er entwickelte die sogenannte Tangententafel (auch: Harmswand) zur Messung von Schielwinkeln in unterschiedlichen Blickrichtungen und zur Erstellung von Motilitätsanalysen der Augenbewegungen im freien Raum.
Er war evangelisch, ab 1933 mit Brigitte Harms, geborene Niethammer, verheiratet und hatte neun Kinder.

## Ehrungen
- v.-Eicken-Preis (1944)
- v.-Gräfe-Preis (1949)
- Theodor-Axenfeld-Preis
- Wahl in die  Deutsche Akademie der Naturforscher Leopoldina[3]
- Verdienstkreuz 1. Klasse der Bundesrepublik Deutschland (1982)
- Ehrenmitgliedschaften
  - Instituto Barraquer de America
  - International Perimetric Society
  - Griechische Ophthalmologische Gesellschaft
  - Deutsche Ophthalmologische Gesellschaft[4]

## Veröffentlichungen (Auswahl)
- mit Günter Mackensen: Augenoperationen unter dem Mikroskop. Ein Erfahrungsbericht. Georg Thieme Verlag, Stuttgart 1966.
- mit Reinhard Dannheim: Glaukomoperationen bei offenem Kammerwinkel: vergleichende Studie einer Forschungsgruppe der Deutschen Ophthalmologischen Gesellschaft. Springer-Verlag, Berlin/Heidelberg 1987.